# Davide Callà
Davide Callà (Winterthur, Suiza, 10 de febrero de 1984) es un exfutbolista y entrenador suizo de origen italiano que juega como centrocampista en el Basel en la Super Liga Suiza.

## Carrera
El 11 de febrero de 2014, el Basel anunció que Davide había firmado contrato de 2 años y medio con el club, en un acuerdo con el Aarau. Hizo su debut con el Basel en el St. Jakob Park el 15 de febrero de 2014 en la victoria por 1-0 en casa contra el Sion.
Al final de la temporada 2013-14 ganó el campeonato de la liga con el club. También llegaron a la final de la Copa Suiza 2013-14, pero fueron derrotados 2-0 por el Zürich en la prórroga.

## Clubes
| Club          | País  | Temporada   |
| ------------- | ----- | ----------- |
| Frauenfeld    | Suiza | 2002        |
| FC Wil        | Suiza | 2003 - 2004 |
| Servette      | Suiza | 2004        |
| FC St. Gallen | Suiza | 2005 - 2008 |
| Grasshopper   | Suiza | 2008 - 2012 |
| Aarau         | Suiza | 2012 - 2014 |
| Basel         | Suiza | 2014 - Act. |

## Palmarés
Basel
- Super Liga Suiza: 2013-14, 2014-15